# Arctia prosopia
Arctia prosopia är en fjärilsart som beskrevs av Smith 1958. Arctia prosopia ingår i släktet Arctia och familjen björnspinnare. Inga underarter finns listade i Catalogue of Life.